# Chinicato
Chinicato é uma localidade da freguesia portuguesa de São Sebastião e uma parte residual à freguesia de Odiáxere município de Lagos, no Algarve. Em 2011 tinha uma população de 1602 habitantes (1594 na freguesia de São Sebastião e 8 pertencentes à freguesia de Odiáxere).
A localidade situada fora do núcleo urbano de Lagos serve como zona dormitório dessa cidade, residindo nela muitas famílias em vários bairros residenciais.